# Aéroport de Caernarfon
L'aéroport de Caernarfon (en gallois : Maes Awyr Caernarfon), anciennement RAF Llandwrog, est situé à 7,4 kilomètres au sud-ouest de Caernarfon, au Pays de Galles.

## Opérations
L'aérodrome de Caernarfon possède une licence ordinaire de la CAA (numéro P866) qui autorise les vols pour le transport public de passagers et pour l'instruction en vol. L'aérodrome n'est pas autorisé pour une utilisation de nuit. L'aéroport a une piste autorisée: 07/25, une sans licence: 02/20, et une piste désaffectée, qui forment un tracé triangulaire couramment utilisé pendant la Seconde Guerre mondiale
L'aéroport est principalement utilisé par les petits aéronefs à voilure fixe, les hélicoptères et les ULM. Plusieurs entreprises sont basées sur l'aéroport et proposent des formations en vol. La North Wales Flight Academy propose une formation à voilure fixe pour la délivrance d'une PPL et d'autres qualifications sur voilure fixe. Le trafic ULM constitue une part considérable du trafic d'aérodrome local et la formation en vol est assurée par une école d'ULM. Une formation en hélicoptère est également dispensée sur l'aéroport par Geo Helicopters. Il est également possible d'effectuer des vols d'agrément et des charters depuis l'aéroport.
L'aéroport abrite également l'un des trois hélicoptères de Wales Air Ambulance.

## Installations
Au cours des années 2000, l'aéroport a subi un réaménagement et une expansion importants. Sur l'aérodrome, il y a un café, un hangar d'entretien et de stockage, et un musée de l'aviation.

## Recherche et sauvetage
En 2013, le gouvernement britannique attribue le contrat de gestion de la recherche et sauvetage pour les dix prochaines années à Bristow Helicopters (en), qui utilise deux hélicoptères Sikorsky S92. Depuis le 1er juillet 2015, des opérations de recherche et de sauvetage ont lieu depuis l'aéroport de Caernarfon.